# Fritz Reimann

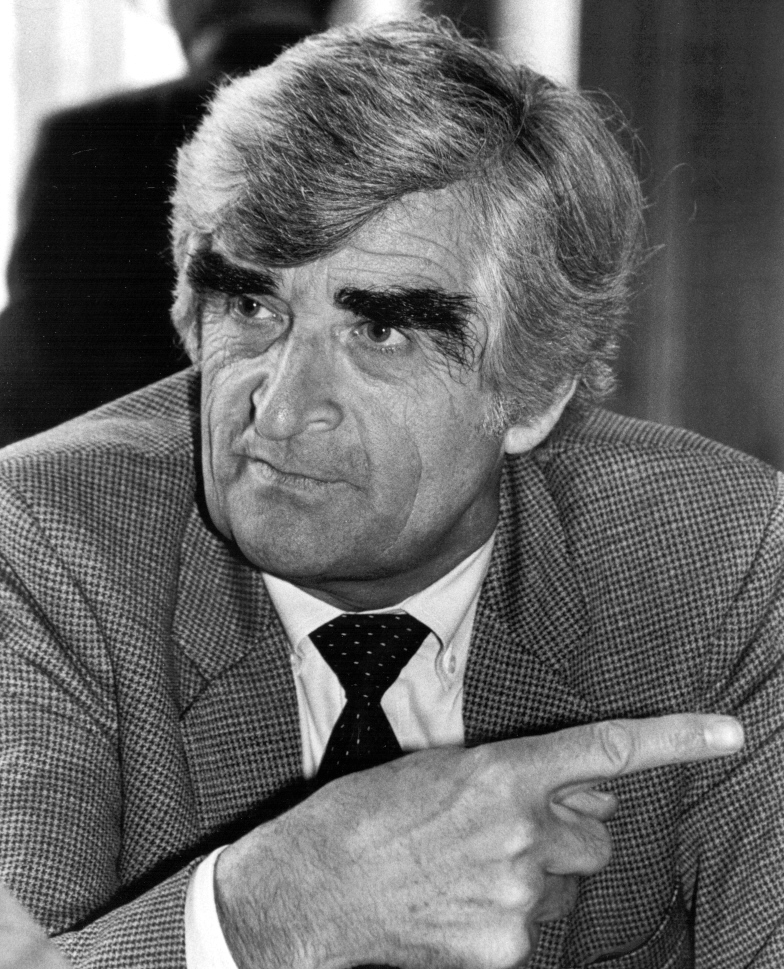
Fritz Reimann (1986)

Friedrich «Fritz» Reimann (* 22. September 1924 in Oberhof, Kanton Aargau; † 7. November 2018 in Thun) war ein Schweizer Gewerkschafter und Politiker (SP).

## Leben
Der Sohn eines Kleinbauern und Försters lernte Werkzeugmacher. 1951 wurde er Gewerkschaftssekretär beim Schweizerischen Metall- und Uhrenarbeitnehmerverband SMUV in Aarau. 1959 übernahm er die Leitung des SMUV-Sekretariats in Thun. 1973 wurde Reimann Zentralsekretär des SMUV in Bern. 1980 bis 1988 war er Präsident dieser Gewerkschaft und 1982 bis 1990 Präsident des Schweizerischen Gewerkschaftsbundes SGB. 

## Karriere
Seine politische Laufbahn begann Reimann in Thun. Dort gehörte er von 1962 bis 1976 dem Stadtrat an. Von 1974 bis 1978 vertrat er die SP im Grossen Rat des Kantons Bern und von 1979 bis 1991 im Nationalrat.